# Tulsi Gabbard
Tulsi Gabbard, född 12 april 1981 i Leloaloa, Amerikanska Samoa, är en amerikansk republikansk (tidigare demokratisk) politiker som sedan den 12 februari 2025 varit USA:s nationella underrättelsechef under president Donald Trump. Hon var ledamot av USA:s representanthus 2013–2021 och kandiderade för att bli det Demokratiska partiets presidentkandidat inför presidentvalet 2020. I sin presidentvalskampanj fokuserade hon på utrikespolitiken och sitt motstånd mot det hon kallar för "regime change wars". 
I oktober 2022 tillkännagav hon att hon lämnar det Demokratiska partiet. Därefter har hon arbetat för Fox News men också allierat sig starkt för det Republikanska partiet och ställt sig bakom Donald Trump. Hon gick med i det Republikanska partiet den 23 oktober 2024.

## Bakgrund och utbildning
Gabbard föddes den 12 april 1981 i Leloaloa, Mauputasi County, Amerikanska Samoa Hon har tjänstgjort i Army National Guard och var 2004–2005 stationerad i Irak under Irakkriget. Gabbard tog examen vid Hawaii Pacific University 2009, med en Bachelor of Science i företagsekonomi.

## Antiukrainskt ställningstagande
Den 25 april 2018 anklagade hon (med en grupp kongressledamöter) Polen och Ukraina för antisemitism. Hon anklagade särskilt de båda länderna och deras regeringar för att glorifiera nazisterna och förneka Förintelsen. Den 9 maj samma år förnekade Ukraina dessa anklagelser och kallade uttalandet från kongressledamöterna från Demokratiska partiet för "antiukrainskt förtal" som används av rysk propaganda i kriget mot Ukraina.

## Representanthuset
Gabbard, som då satt i kommunfullmäktige i Honolulu, ställde upp i valet till representanthuset i Hawaiis andra kongressdistrikt 2012, efter att den sittande ledamoten Mazie Hirono bestämt sig för att kandidera till senaten. I valet i november 2012 fick Gabbard 77 % av rösterna. Då Gabbard tillträdde som kongressledamot 2013 valde hon som utövande hindu att lägga handen på Bhagavad-Gita när hon svors in, istället för bibeln som brukligt.
Gabbard återvaldes till representanthuset tre gånger (2014, 2016 och 2018). År 2018 besegrade hon Republikanernas Brian Evans med röstsiffrorna 153,271 mot 44,850 (77,4 %–22,6 %).
I september 2018 la Tulsi Gabbard och republikanen Walter B. Jones fram lagförslaget No More Presidential Wars Act, som syftade till att ändra det amerikanska utrikespolitiska systemet gällande vem som har rätt att förklara krig. Istället för att denna rättighet tillkommer presidenten menade Gabbard och Jones att detta skall vara kongressens befogenhet.
Den 25 oktober 2019 meddelade Gabbard att hon inte skulle söka omval till representanthuset 2020 för att istället fokusera på sin presidentkampanj.
När president Donald Trump ställdes inför riksrätt i december 2019 avstod Tulsi Gabbard från att rösta. Hon var en av mycket få demokrater i representanthuset som inte stödde åtalet, och mottog kritik från andra demokrater för detta.

## Stödet till Sanders och mötet med Trump 2016
I presidentvalet i USA 2016 förespråkade Gabbard Bernie Sanders framför Hillary Clinton som demokraternas presidentkandidat. Republikanernas presidentkandidat Donald Trump vann senare presidentvalet och efter valet diskuterades Gabbard som en potentiell kandidat till att bli minister i Donald Trumps kabinett. Hon gjorde också ett omtalat och kritiserat besök hos president Trump i Trump Tower kort efter att denne valts till president, ett möte som hon efteråt försvarat och beskrivit som ärligt och positivt.

## Presidentvalskampanjen 2020

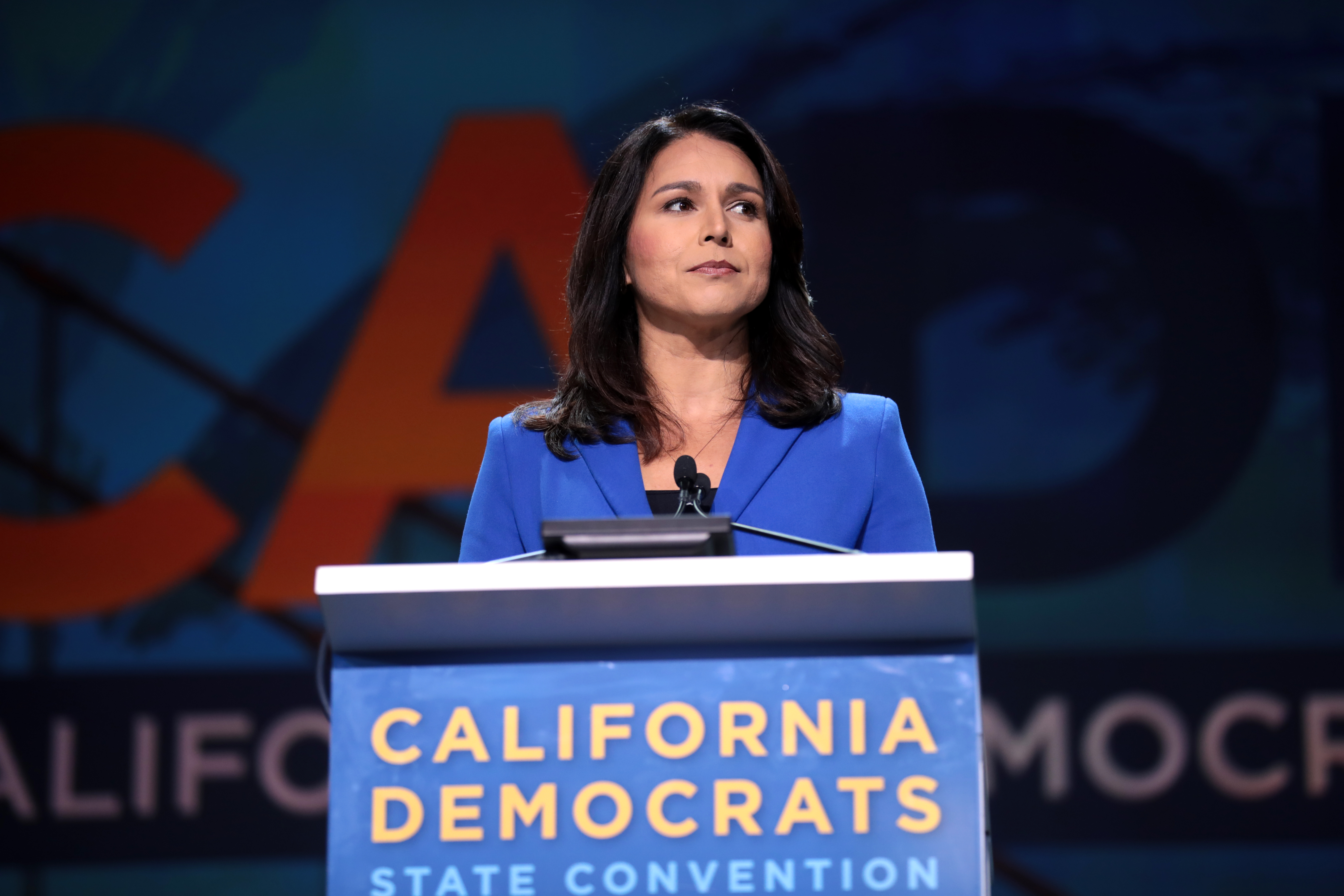
Tulsi Gabbard under en kampanj i San Francisco, Kalifornien, 2019.

Tulsi Gabbards kampanjogga under presidentvalskampanjen 2020.

I en intervju den 11 januari 2019 bekräftade Gabbard sin avsikt att söka den demokratiska nomineringen för presidentvalet år 2020. Den 2 februari 2019 lanserade Gabbard officiellt sin presidentkampanj. Om Gabbard hade blivit vald, skulle hon ha blivit den första kvinnan och hindun som någonsin skulle ha tjänstgjort som president i USA. Hon skulle vara 39 år gammal vid tillträdet i januari 2021, vilket även skulle ha gjort henne till den yngsta presidenten i USA.
CNN beskrev hennes kandidatur som vilande på "en icke-interventionistisk" utrikespolitisk plattform och en populistisk ekonomisk plattform. Hennes inrikespolitiska plattform har liknats vid Bernie Sanders' och har beskrivits som socialt progressiv. Bland annat stöder hon kravet på "Medicare for All" och ett flertal reformer av det ekonomiska systemet. Under hösten 2019 blossade en hård konflikt mellan Hillary Clinton och Tulsi Gabbard upp, efter att Clinton anklagat Tulsi Gabbard för att ha bearbetats av "ryssarna" och att hon var deras "asset" (tillgång). Vilket det aldrig har presenterats något bevis för och har visat sig vara mer liknande en konspirationsteori från Hillary Clinton.

### De demokratiska debatterna
Tulsi Gabbard kvalicerade sig för den första, andra och fjärde Demokratiska debatten. Efter dessa debatter under våren, sommaren och hösten 2019 var hon den mest googlade av alla Demokratiska presidentkandidater.
Under den andra debatten anklagade hon Kamala Harris, en av de andra kandidaterna, för hur hon tidigare skött sin tjänst som åklagare. Särskilt klandervärt, enligt Gabbard, var att Harris hållit folk fängslade längre än deras strafftid och använt dem som billig arbetskraft för delstaten Kalifornia. Hon krävde därför att Harris borde be om ursäkt till alla som "lidit under hennes regim" (som åklagare). 
I oktober 2019 anklagade Gabbard media och det Demokratiska partiet för att rigga valet av demokratisk presidentkandidat. Hon hotade också att bojkotta den fjärde debatten. Den 14 oktober lät hon dock meddela, i ett brev till sina supportrar, att hon trots allt skulle medverka i debatten.
När debatten väl skedde, med Tulsi Gabbard, så framförde hon stark kritik mot debattvärdarna CNN och New York Times, eftersom hon i dessa medier påståtts vara en ryssvänlig presidentkandidat och ovillig att kritisera den syriske presidenten Bashar al-Assad. 
"Just two days ago, The New York Times put out an article saying that I'm a Russian asset and an Assad apologist and all these different smears. This morning, a CNN commentator said on national television that I'm an asset of Russia. Completely despicable."
Gabbard sade också att smutskastningen mot henne grundade sig i hennes kritik mot kriget i Syrien.
Några dagar efter debatten, den 18 oktober, rapporterades att Hillary Clinton i en intervju påstått att Ryssland uppvaktade en kvinnlig demokratisk presidentkandidat i syfte att förmå henne att ställa upp som en Tredje parti-kandidat. Denna kvinnliga presidentkandidat är en rysk tillgång (engelska: "Russian asset"), liksom Jill Stein från Green Party, menade hon också. Media tolkade detta som att den kvinnliga presidentkandidat som Clinton avsåg otvetydigt var Tulsi Gabbard, vilket Clintons talesperson också synbarligen medgav. Senare samma dag svarade Gabbard med en bitsk tweet, där hon beskrev Hillary Clinton med följande ord: 
"Hillary Clinton, you queen of warmongers, embodiment of corruption, and personification of the rot that has sickened the Democratic Party for so long"
Hon anklagade också Hillary Clinton för att vara ansvarig för en samordnad kampanj för att förstöra hennes rykte. Kort efter detta fick Gabbard stöd från de demokratiska presidentkandidaterna Andrew Yang, Marianne Williamson, Beto O'Rourke, Pete Buttigieg, John Delaney, och Bernie Sanders, samt från president Donald Trump. Dessa fördömde också Clintons inspel om att såväl Tulsi Gabbard som Jill Stein enbart skulle gå Rysslands ärenden, vara en rysk "asset". 
Gabbard kvalificerade sig inte för någon av de återstående debatterna.

### Primärvalen
I primärvalet i New Hampshire den 11 januari 2020 fick Gabbard 3,3 % av rösterna, vilket gav henne en sjundeplats, långt efter Bernie Sanders och Pete Buttigieg som fick cirka 25 % vardera. Hon meddelade att kampanjen ändå skulle fortsätta.
| Kandidat         | Röster (antal) | Röster (%) | Nationella delegater |
| ---------------- | -------------- | ---------- | -------------------- |
| Bernie Sanders   | 76 355         | 25.6       | 9                    |
| Pete Buttigieg   | 72 445         | 24.3       | 9                    |
| Amy Klobuchar    | 58 774         | 19.7       | 6                    |
| Elizabeth Warren | 27 428         | 9.2        | 0                    |
| Joe Biden        | 24 911         | 8.3        | 0                    |
| Tom Steyer       | 10 694         | 3.6        | 0                    |
| Tulsi Gabbard    | 9 745          | 3.3        | 0                    |
| Andrew Yang      | 8 312          | 2.8        | 0                    |

Gabbard nådde inte heller några framgångar i de efterföljande primärvalen (med undantag för den lilla ögruppen Amerikanska Samoa, där hon fick 29 % av rösterna och två delegater till konventet). Den 19 mars 2020 avslutade hon sin presidentvalskampanj, och gav sitt stöd till Joe Biden, som vid det laget hade ett klart övertag i kampen om nomineringen.

### Stöd för presidentkandidaturen

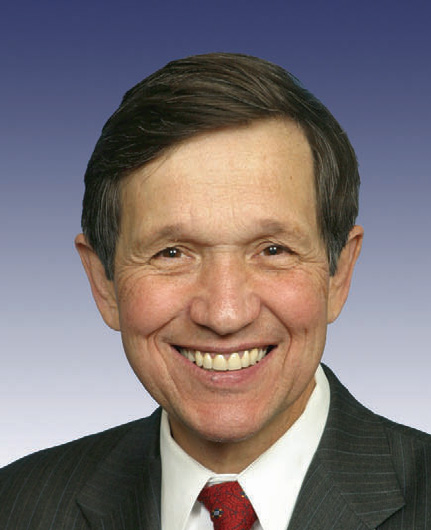
Dennis Kucinich, välkänd progressiv politiker som stödde Tulsi Gabbards kandidatur.

Tulsi Gabbard hade som presidentkandidat stöd av en rad organisationer. Däribland miljöorganisationerna Sierra Club (den hawaiiska delen av denna organisation) och League of Conservation Voters, fackföreningen AFL-CIO, organisationen Planned Parenthood samt sjuksköterskornas nationella organisation National Nurses United.
Politiker som stödde Gabbards kandidatur var bland andra Dennis Kucinich och Gary Johnson.

## Stödet till Trump och rollen som chef för underrättelseverksamheten
Tulsi Gabbard var länge en högt uppsatt Demokratisk politiker, men med det sagt så uttryckte hon också då och då ställningstaganden som låg närmare Republikanerna. Hon blev med tiden också känd som en Demokrat som oftare än många andra kritiserade det egna partiet. Ett parti som hon tyckte med tiden blivit alltför elitistiskt och präglat av woke-värderingar. En tid efter att hon gjort slut med Demokraterna (2022) gick hon över till Republikanerna och hon deltog under 2024 i ett flertal Trump-kampanj-arrangemang. Efter presidentvalet i november 2024, där Donald Trump vann, utsågs hon av honom till chef över underrättelsetjänsterna (där CIA, FBI, NSA och olika militära underrättelseorgan ingår).

## Politiska ställningstaganden

### Utrikespolitik
Tulsi Gabbard är starkt emot det hon kallar för "regime change wars". Detta inbegriper bland annat USA:s stora inblandning i krigen i Afghanistan, Libyen, Irak och Syrien. Hon motsätter sig också finansiellt stöd och vapentilldelning till rebeller, terrorister och andra grupper som söker att störta olika regimer, exempelvis Assads regim i Syrien.

#### Exempel på uttalanden och ställningstaganden inom utrikespolitiken
- 2011-: Från 2011 och framåt har Gabbard återkommande krävt ett avslut på kriget i Afghanistan.[50][51]
- 2016: Gabbard motsätter sig en vapenaffär mellan USA och Saudiarabien på 1,5 miljarder dollar.[52]
- 2017: Gabbard uttryckte skepsis mot att Syriens president Assad skulle ha använt kemiska vapen mot syriska civila.[53]
- 2018: I en intervju med The Nation menar Gabbard att USA och dess allierade (Saudiarabien, Turkiet och Qatar) sedan 2011 har fört ett "regime change war" i Syrien i syfte att störta Syriens president Assad, och att en central del av detta har varit ett direkt och indirekt stöd till terroristorganisationer som Al Qaeda".[54]
- 2019: Gabbard uppmanar Trump-administrationen att offentliggöra den hemligstämplade informationen omkring 11 september-attacken i New York 2001. I synnerhet utredningen kring en möjlig inblandning av medlemmar ur den saudiska regeringen i denna attack. Gabbard menar också att det amerikanska biståndet till Saudiarabien borde stoppas till dess denna utredning offentliggjorts.[55][56]
- 2019: Gabbard menar att USA bör hålla sig utanför Venezuela och inte engagera sig i störtandet av landets president Nicolas Maduro.[57]
- 2019: Det första Tulsi Gabbard avser att göra som president enligt hennes kampanjhemsida är att ordna ett toppmöte mellan USA, Kina och Ryssland. Detta för att minska spänningarna, öka samarbetet och få ett stopp på det nya kalla kriget.

### Ekonomi
- Gabbard har alltsedan hon först kandiderade till Kongressen förespråkat flera strukturella reformer av det ekonomiska och finansiella systemet. Däribland ett återupprättande av Glass-Steagall Act, utökade kapitalkrav för landets största banker och ett förbud mot "nakna kreditswappar".[58][59][60] 2014 röstade hon också för lagförslaget Audit the Federal Reserve, ett lagförslag som krävde en ordentlig genomlysning och transparens av den amerikanska centralbanken, Federal Reserve.[61]

- Gabbard är även uttalad motståndare till frihandelsavtalet Trans-Pacific Partnership.[62]

### Miljö- och energi
- 2013 stödde Gabbard lagförslaget att genmodifierade produkter, GMO-produkter, ska ha en särskild märkning.[63][64]

- Gabbard har kritiserat bygget av Dakota Access Pipeline, en pipeline för olja mellan North Carolina och Illinois, en sträcka på 1825 kilometer.

- Gabbard är positiv till Green New Deal i USA, men har samtidigt kritiserat vissa skrivningar kring detta för att vara alltför vaga och för att kärnkraft ingår.

### Politik kring sex, droger och vapenkontroll
- Tulsi Gabbard anser att sexarbete eller prostitution bör vara lagligt, och att denna legalisering bör ske på den federala nivån.[65]
- Inom drogpolitiken menar hon exempelvis att cannabis bör vara lagligt för eget bruk.[66]
- Gabbard menar att vapenkontrollen kraftigt bör förbättras för ökad säkerhet. Hon söker dock främst efter så kallade partiöverskridande lösningar inom detta område, det vill säga reformer som både demokrater och republikaner kan enas om.[67]

## Utmärkelser
Den 25 november 2013 mottog Gabbard "John F. Kennedy New Frontier Award" under en ceremoni på John F. Kennedy School of Government. Detta som ett erkännande av hennes arbete för krigsveteranerna.

## Privatliv

### Religion och mat
Gabbard är vegan och troende hindu. Hon följer den hinduiska inriktningen Gaudiya Vaishnavism.

### Familj
Gabbard gifte sig med Eduardo Tamayo 2002. Fyra år senare, 2006, tog de dock ut skilsmässa. I april 2015 gifte hon sig med Abraham Williams.